# Fieldale (Virginia)
Fieldale es un lugar designado por el censo en el  condado de Henry, Virginia  (Estados Unidos). Según el censo de 2010 tenía una población de 879 habitantes.

## Demografía
Según el censo del 2000, Fieldale tenía 929 habitantes, 420 viviendas, y 275 familias. La densidad de población era de 222,8 habitantes por km².
De las 420 viviendas en un 21,4%  vivían niños de menos de 18 años, en un 50,7%  vivían parejas casadas, en un 10,7% mujeres solteras, y en un 34,5% no eran unidades familiares. En el 31,9% de las viviendas  vivían personas solas el 16,9% de las cuales correspondía a personas de 65 años o más que vivían solas. El número medio de personas viviendo en cada vivienda era de 2,21 y el número medio de personas que vivían en cada familia era de 2,78.
Por edades la población se repartía de la siguiente manera: un 20,3% tenía menos de 18 años, un 4,8% entre 18 y 24, un 25,5% entre 25 y 44, un 25,3% de 45 a 60 y un 24% 65 años o más.
La edad media era de 44 años.  Por cada 100 mujeres de 18 o más años  había 86,4 hombres.
La renta media por vivienda era de 23.450$ y la renta media por familia de 30.845$. Los hombres tenían una renta media de 25.278$ mientras que las mujeres 18.472$. La renta per cápita de la población era de 12.919$. En torno al 19,4% de las familias y el 22% de la población estaban por debajo del umbral de pobreza.

## Localidades adyacentes
El siguiente diagrama muestra a las localidades más próximas a Fieldale.